# Teucro (figlio di Telamone)

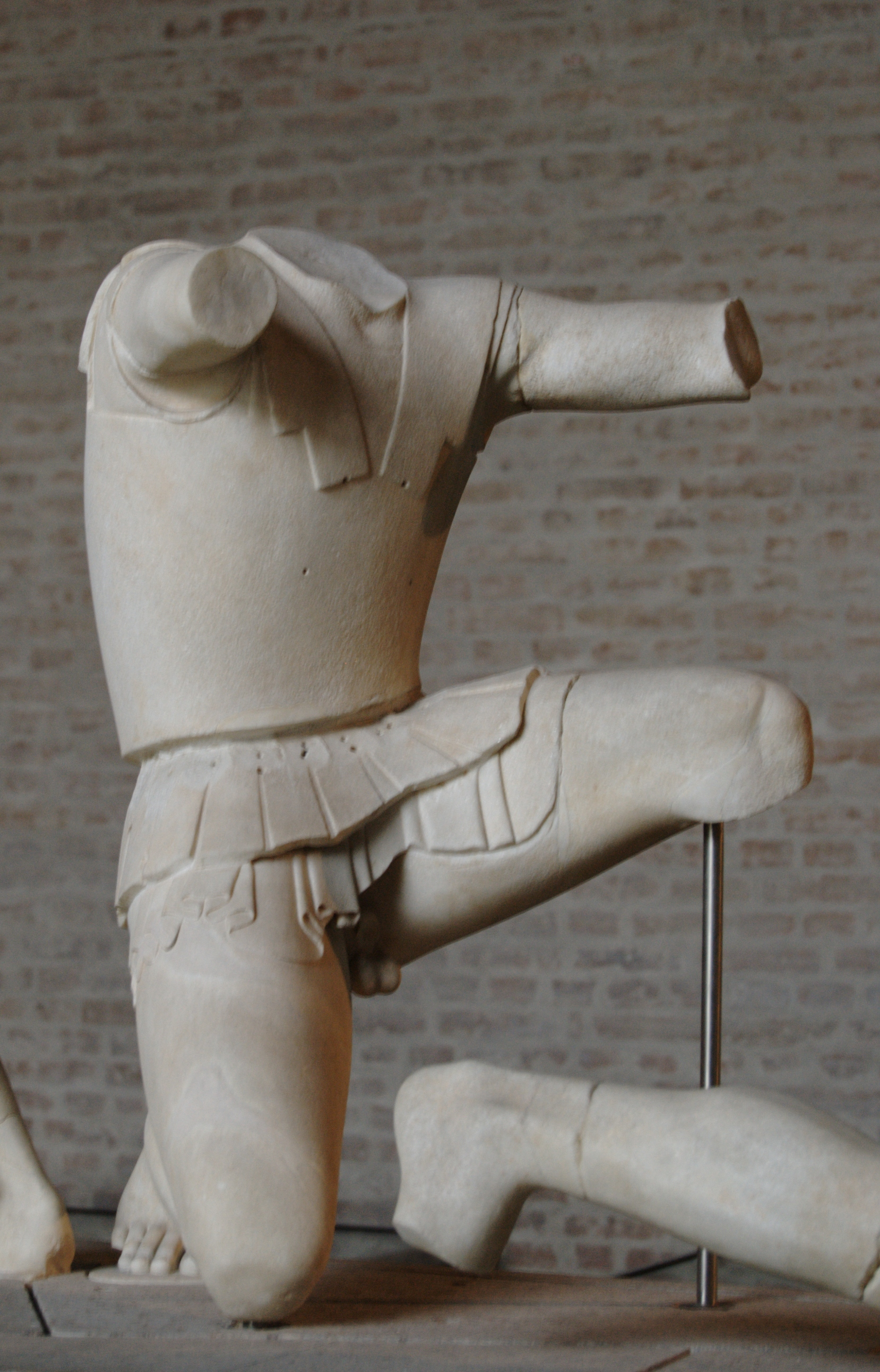
Arciere Greco, detto anche Teucro, figura W-IV del frontale occidentale del Tempio di Afaia, ca. 505-500 a.C., Monaco, Glyptothek.

Teucro è un personaggio della mitologia greca. Era figlio di Telamone e di Esione, figlia di Laomedonte, e fratellastro di Aiace Telamonio. Si distinse nella Guerra di Troia in qualità di infallibile arciere.

## Il mito

### Imprese in guerra
Nella battaglia che seguì il duello tra Ettore e suo fratello Aiace, egli realizzò un vero massacro di nemici, che abbatté uno dopo l'altro grazie alle sue frecce: Orsiloco, Ormeno, Ofeleste, Daitore, Cromio, Licofonte, Amopaone e infine il valoroso Melanippo. Furioso per non essere ancora riuscito a colpire Ettore con la sua freccia, ne scoccò un'altra nella sua direzione, ma Apollo deviò il dardo che andò a colpire un fratellastro del principe troiano, Gorgitione, figlio di Priamo e Castianira.
Teucro difese coraggiosamente anche l'accampamento greco dal feroce assalto dei nemici; quando vide il formidabile Glauco arrampicarsi sulle mura, gli scagliò contro una freccia che lo ferì ad un braccio: il capo licio arretrò, sparendo tra le file dei suoi alleati. 
 Il cugino Sarpedonte allora con una furia incredibile afferrò un parapetto che impediva l'accesso all'accampamento, distruggendolo e aprendo un varco ai suoi compagni. Tuttavia nulla poté l'abile arciere stavolta contro un simile nemico.
Più tardi, Poseidone, uscito dal mare e assunto l'aspetto di Calcante, passò in rassegna i capi achei più forti per incitarli alla battaglia in difesa delle loro navi. Scoppiata nuovamente la mischia, Teucro scagliò la sua lancia uccidendo Imbrio, genero di Priamo, vendicato immediatamente da Ettore, che uccise l'avversario Anfimaco con un colpo d'asta e lo spogliò delle armi. L'eroe figlio di Telamone si rifece in seguito di questa perdita uccidendo poi Protoone e Perifete, altri temibili guerrieri.
Per i giochi funebri in onore di Patroclo perse la gara di tiro con l'arco contro Merione, perché non aveva promesso sacrifici ad Apollo, come invece aveva fatto il suo avversario. Fu tra i guerrieri che si nascosero nel cavallo di legno. Al ritorno a Salamina fu cacciato dal padre che lo accusò di non aver saputo proteggere Aiace da se stesso e di non essere riuscito a vendicarlo uccidendo Ulisse. Con alcuni fedeli amici si recò a Cipro, dove, aiutato da Belo, si stabilì nell'isola e fondò una città cui diede il nome di Salamina in ricordo della patria. Sposò Eunea, figlia del re di Cipro. Secondo un'altra versione tentò invano di tornare a Salamina e poi si recò in Spagna (secondo una leggenda fondò la città di Pontevedra in Galizia), dove morì.
Le sue vicende erano raccontate nel Teucer del tragediografo latino Marco Pacuvio.